# Jan Reindl
Pour les articles homonymes, voir Reindl.
Jan Reindl (né le 8 novembre 1960) est un joueur professionnel tchèque de hockey sur glace devenu entraîneur.

## Biographie
Jan Reindl a commencé sa carrière au Sparta Prague, son club formateur, en 1982. En huit saisons passées dans le club de la capitale tchèque, il devient capitaine de son équipe et remporte le championnat. Sur ce succès, il quitte le club pour rejoindre la France et le club d'Épinal, alors en deuxième division. Il s'investit énormément dès son arrivée, notamment par un apprentissage du français rapide. Il devient rapidement la clé de voûte de la défense spinalienne avec laquelle il découvre l'Élite française en 1991.
En 1992, le club est rétrogradé administrativement au troisième échelon après un dépôt de bilan. Jan Reindl reste malgré tout dans les Vosges et entame sa reconversion en devenant entraîneur-joueur, partageant ce rôle avec Patrick Mavré (puis Jan Tlacil la saison suivante) qui assure la fonction lors des matchs. En 1994, il met un terme à sa carrière et assure seul les fonctions d'entraîneur. Cette reconversion n'est pas convaincante puisqu'il est remplacé par Dusan Ilic à la mi-saison en raison de résultats décevants.
Après plusieurs années d'inactivité, en 1998 il est nommé entraîneur du champion de France en titre, les Brûleurs de loups de Grenoble. Malgré un bon début avec notamment la première victoire d'un club français en EHL, cette saison se révèle très compliquée pour des grenoblois qui déposent le bilan en cours de saison. Malgré cela et le départ de plusieurs joueurs cadres, Reindl accède à la demi-finale du championnat. À l'issue de la saison Grenoble est rétrogradé administrativement en division 3.
Reindl retourne alors à Épinal, dans un club en reconstruction après avoir évité un dépôt de bilan. Remplacé à l'inter-saison par son ancien coéquipier Raphaël Marciano qu'il remplace à son tour en février 2005 pour la fin de saison. Alors que les résultats deviennent catastrophiques et l'équipe incontrôlable d'après le président Claude Maurice, Reindl arrive à redresser l'équipe qui se maintient à l'issue de la poule de relégation. Malgré une mission réussie, il cède sa place à l'intersaison au suédois Joakim Nilsson.
Ce n'est qu'en 2013 qu'il fait son retour derrière un banc en prenant en main l'équipe d'Amnéville pour une saison.

## Statistiques
| Saison    | Équipe        | Ligue           |    | Saison régulière | Saison régulière | Saison régulière | Saison régulière | Saison régulière |   | Séries éliminatoires | Séries éliminatoires | Séries éliminatoires | Séries éliminatoires | Séries éliminatoires |
| Saison    | Équipe        | Ligue           | PJ | B                | A                | Pts              | Pun              | PJ               | B | A                    | Pts                  | Pun                  |                      |                      |
| 1982-1983 | Sparta Prague | Tchécoslovaquie | 32 | 2                | 8                | 10               | 19               |                  |   |                      |                      |                      |                      |                      |
| 1983-1984 | Sparta Prague | Tchécoslovaquie | 39 | 3                | 1                | 4                | 22               |                  |   |                      |                      |                      |                      |                      |
| 1984-1985 | Sparta Prague | Tchécoslovaquie | 37 | 2                | 0                | 2                | 14               |                  |   |                      |                      |                      |                      |                      |
| 1985-1986 | Sparta Prague | Tchécoslovaquie | 39 | 2                | 5                | 7                | 28               |                  |   |                      |                      |                      |                      |                      |
| 1986-1987 | Sparta Prague | Tchécoslovaquie | 33 | 0                | 4                | 4                | 20               | 6                | 0 | 0                    | 0                    |                      |                      |                      |
| 1987-1988 | Sparta Prague | Tchécoslovaquie | 47 | 3                | 12               | 15               | 28               |                  |   |                      |                      |                      |                      |                      |
| 1988-1989 | Sparta Prague | Tchécoslovaquie | 34 | 0                | 8                | 8                | 22               | 12               | 1 | 1                    | 2                    |                      |                      |                      |
| 1989-1990 | Sparta Prague | Tchécoslovaquie | 46 | 1                | 4                | 5                | 16               |                  |   |                      |                      |                      |                      |                      |
| 1990-1991 | Épinal        | France 2        |    |                  |                  |                  |                  |                  |   |                      |                      |                      |                      |                      |
| 1991-1992 | Épinal        | Ligue Magnus    |    |                  |                  |                  |                  |                  |   |                      |                      |                      |                      |                      |
| 1992-1993 | Épinal        | France 3        |    |                  |                  |                  |                  |                  |   |                      |                      |                      |                      |                      |
| 1993-1994 | Épinal        | France 3        |    |                  |                  |                  |                  |                  |   |                      |                      |                      |                      |                      |